# الکساندر تانسمان
الکساندر تانسمان (لهستانی: Aleksander Tansman؛ ‏ ۱۲ ژوئن ۱۸۹۷ – ۱۵ نوامبر ۱۹۸۶) رهبر ارکستر، آهنگساز، موسیقی‌دان و نوازنده پیانو اهل لهستان بود.
او یکی از بزرگترین آهنگسازان لهستان محسوب می‌شود و پس از فردریک شوپن، مهترین عامل حیات فرم‌های سنتی لهستانی چون پولونز و مازورکا بود که معمولاً برای گرامیداشت شوپن ساخت و نوشته می‌شد.
او دوران جوانی را در لهستان گذراند اما بعدها به فرانسه مهاجرت کرد و در سال ۱۹۳۸ میلادی به تابعیت آن کشور درآمد. موسیقی او بیشتر از نوع نئوکلاسیک بود که از میراث یهودی لهستانی وی و همچنین موسیقی فرانسه الهام می‌گرفت.
وی موسیقی را در «هنرستان موسیقی ووچ» فرا گرفت، اما دکترایش را در رشتهٔ حقوق از دانشگاه ورشو دریافت داشت. پس از رفتن به فرانسه، بزرگانی چون ایگور استراوینسکی و موریس راول او را تشویق و حمایت کردند. آرتور اونگر و داریوس میو اصرار داشتند که او به گروه شش بپیوندد، اما او قبول نکرد و می‌خواست به‌لحاظ نوآوری‌های هنری، مستقل باشد.
در سال ۱۹۴۱ میلادی و با قدرت گرفتن آدولف هیتلر، تانسمان مجبور شد به سبب تبار یهودی و حفظ جانش از اروپا بگریزد و با کمک دوستش چارلی چاپلین که در اخذ روادید به او کمک کرد، به لس آنجلس رفت و به حلقهٔ هنرمندان مهاجرت‌کرده‌ای چون ایگور استراوینسکی و آرنولد شونبرگ پیوست.